# Petrorhagia hispidula
Petrorhagia hispidula är en nejlikväxtart som först beskrevs av Pierre Edmond Boissier och Heldr., och fick sitt nu gällande namn av Peter William Ball och Heywood. Petrorhagia hispidula ingår i släktet klippnejlikor, och familjen nejlikväxter. Inga underarter finns listade i Catalogue of Life.